# 毛利正樹
毛利 正樹（もうり まさき、1907年1月2日 - 1962年10月26日）は、日本の映画監督である。本名、柴田正二。

## 人物・来歴
1907年（明治40年）1月2日、和歌山県東牟婁郡古座町（現・串本町）生まれ。
第二次世界大戦以前、京都の嵯峨野に存在した俳優片岡千恵蔵のハウスプロダクションである片岡千恵蔵プロダクションに入社し、演出部に所属する。1936年（昭和11年）、同社の伊丹万作監督作品『赤西蠣太』にセカンド助監督としてクレジットされる。1937年（昭和12年）4月、同社は解散、多くは日活に移籍したが、毛利は、東宝映画京都撮影所（かつてのJ.O.スタヂオ）演出部に入社、斎藤寅次郎、山本嘉次郎らに師事した。
第二次世界大戦後、1947年（昭和22年）、東宝争議から生まれた新東宝映画製作所（のちの新東宝）の設立に参加、中川信夫の助監督などを務めた。1950年（昭和25年）、『東京カチンカ娘』で監督としてデビューした。1961年（昭和36年）の新東宝倒産まで、他社提携作も含めて39作を監督した。
新東宝倒産の翌年、1962年（昭和37年）に55歳で過労のため死去。

## フィルモグラフィ

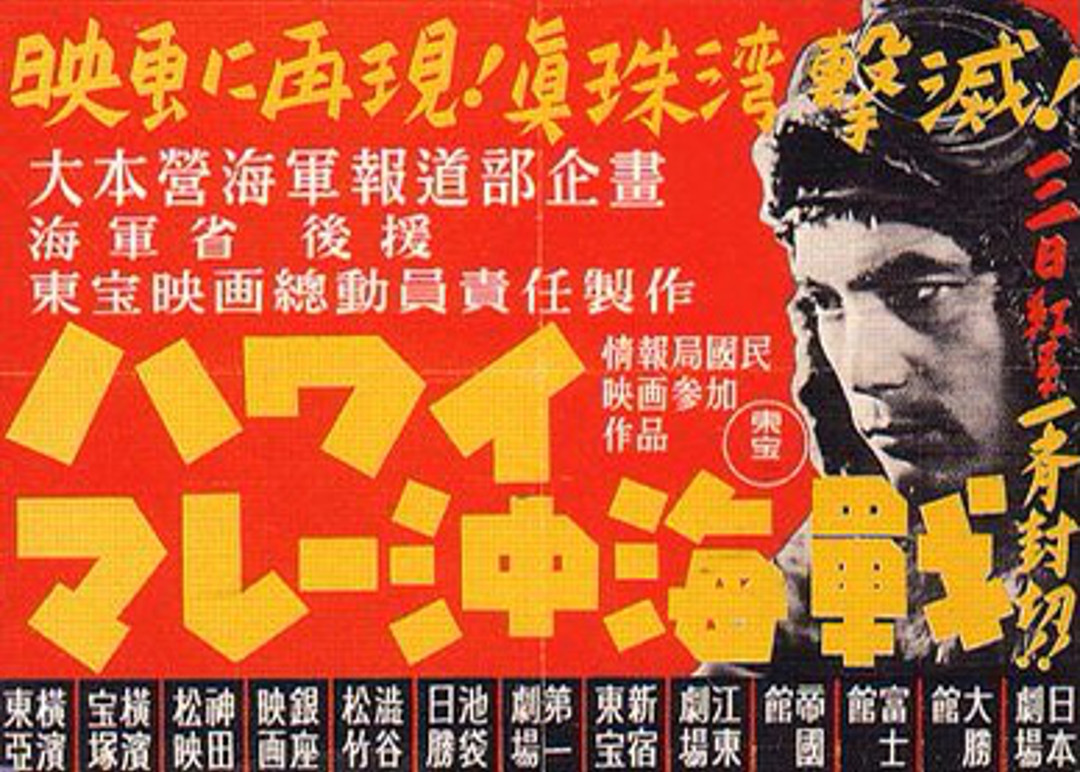
山本嘉次郎『ハワイ・マレー沖海戦』、1942年

特筆以外はすべて監督

### 千恵プロ ⇒ 東宝映画
- 『赤西蠣太』 : 監督伊丹万作、片岡千恵蔵プロダクション、1936年 - セカンド助監督
- 『姉の出征』 : 監督近藤勝彦、東宝映画京都撮影所、1940年 - 製作主任
- 『子宝夫婦』 : 監督斎藤寅次郎、東宝映画東京撮影所、1941年 - 製作主任
- 『人生は六十一から』 : 監督斎藤寅次郎、東宝映画東京撮影所・吉本興業、1941年 - 製作主任
- 『磯川兵助功名噺』 : 監督斎藤寅次郎、東宝映画、1942年 - 共同監督
- 『ハワイ・マレー沖海戦』 : 監督山本嘉次郎、東宝映画、1942年 - 演出助手
- 『名人長次彫』 : 監督萩原遼、東宝映画、1943年 - 製作主任

### 新東宝
- 『馬車物語』 : 監督中川信夫、新東宝映画製作所、1948年 - 助監督
- 『東京カチンカ娘』 : 新東宝・青柳プロダクション・日本ユニットプロダクション、1950年
- 『泣くな小鳩よ』 : 青柳プロダクション、1950年
- 『こころ妻』 : 新東宝・青柳プロダクション、1950年
- 『天皇の帽子』 : 監督斎藤寅次郎、1950年 - 共同監督
- 『オヤオヤ人生』 : 1951年
- 『有頂天時代』 : 新東宝・綜芸プロダクション、1951年
- 『エノケンの怪盗伝 石川五右衛門』 : 1951年
- 『娘十九はまだ純情よ』 : 1952年
- 『恐妻キュット節』 : 新理研映画、1953年
- 『人形佐七捕物帖 通り魔』 : 綜芸プロダクション、1953年
- 『右門捕物帖 妖鬼屋敷』 : 宝塚映画、1954年
- 『弥次喜多 金比羅道中』 : 日芸プロプロダクション・太千映画、1954年
- 『たん子たん吉珍道中 第1部 豆狸忍術合戦』 : 1954年
- 『たん子たん吉珍道中 第2部 江戸恋馬子唄』 : 1954年
- 『たん子たん吉珍道中 第3部 歌くらべ狸囃子』 : 1954年
- 『若人のうたごえ』 : 1955年
- 『若人のうたごえ お母さんの花嫁』 : 1956年
- 『北海の叛乱』 : 1956年
- 『若人のうたごえ 明日への招待』 : 1956年
- 『黒猫館に消えた男』 : 1956年
- 『駈出し社員とチャッチャ娘』 : 1956年
- 『四谷怪談』 : 1956年
- 『金語楼の雷社長』 : 1956年
- 『新己が罪』 : 1956年
- 『姫君剣法 謎の紫頭巾』 : 1957年
- 『明治天皇と日露大戦争』 : 総監督渡辺邦男、1957年 - 応援監督・スクリプター
- 『謎の紫頭巾 姫君花吹雪』 : 1957年
- 『天下の鬼夜叉姫』 : 1957年
- 『飛竜鉄仮面』 : 富士映画、1957年
- 『関八州喧嘩陣』 : 1958年
- 『阿波狸変化騒動』 : 1958年
- 『人形佐七捕物帖 浮世風呂の死美人』 : 1958年
- 『宇治みさ子の緋ぢりめん女大名』 : 1958年
- 『大暴れ女侠客陣』 : 1958年
- 『爆笑王座征服』 : 1958年
- 『南部騒動 姐妃のお百』 : 1959年
- 『日本ロマンス旅行』 : 1959年
- 『怪談鏡ケ淵』 : 1959年
- 『水戸黄門とあばれ姫』 : 1959年
- 『大天狗出現』 : 1960年
- 『風雲新撰組』 : テレビ映画、綜芸プロダクション / フジテレビジョン、1961年 ⇒劇場公開 新東宝、1961年

## 註
1. 1 2  『昭和物故人名録 : 昭和元年～54年』日外アソシエーツ、1983年、p.491。
2. ↑  『新東宝秘話 泉田洋志の世界』 157頁、鈴木義昭、青心社、2001年 ISBN 4878922311。